# Attacchi tedeschi a Nauru
Gli attacchi tedeschi a Nauru si svolsero nel dicembre del 1940, quando due incrociatori ausiliari della Kriegsmarine tedesca (Orion e Komet) bombardarono le installazioni industriali per l'estrazione di fosfati presenti sulla piccola isola di Nauru, possedimento australiano nell'oceano Pacifico, oltre ad affondare cinque mercantili presenti nelle sue vicinanze.
Il bombardamento di Nauru rappresentò la maggior azione compiuta da navi corsare tedesche nell'oceano Pacifico durante la seconda guerra mondiale.

## Antefatti
Già colonia tedesca poi occupata dagli australiani durante la prima guerra mondiale, Nauru era, insieme alla vicina isola Ocean, un'importante fonte di fosfati per la produzione di fertilizzanti, giocando un ruolo preminente nell'industria agricola di Australia e Nuova Zelanda al tempo della seconda guerra mondiale. In base ai termini di un accordo firmato nel 1919 tra Australia, Nuova Zelanda e Regno Unito la British Phosphate Commission (BPC), con sede a Melbourne, deteneva il monopolio sull'estrazione e l'esportazione dei fosfati dalle due isole, dominando ogni aspetto della vita di Nauru; durante il 1940 la BPC esportò circa un milione di tonnellate di fosfati da Nauru e un altro mezzo milione da Ocean, utilizzando la propria flotta privata (le navi cargo Triadic, Triaster, Triona e Trienza) oltre ad altri mercantili noleggiati. Poiché le isole non disponevano di un porto o di un ancoraggio protetto, i mercantili dovevano sostare in acque profonde e venivano caricati tramite pontili a sbalzo che si protendevano dalla costa; durante i periodi di vento sud-occidentale, comuni da novembre a marzo, tali operazioni di carico non erano possibili e le navi della BPC rimanevano al largo dell'isola in attesa di miglioramenti del tempo, spesso procedendo alla deriva per risparmiare carburante.

I movimenti delle navi corsare tedesche nel Pacifico tra il dicembre 1940 e il gennaio 1941

A dispetto della loro notevole importanza per l'economia di Australia e Nuova Zelanda, sia Nauru che Ocean erano piuttosto in basso nelle priorità militari delle due nazioni, e nel dicembre del 1940 risultavano totalmente indifese; l'unico accorgimento allo scoppio delle ostilità era stato lo stoccaggio di ampie scorte di fosfati in Australia, onde far fronte a un eventuale danneggiamento da parte del nemico delle strutture estrattive nelle due isole.
Nel tardo ottobre del 1940 l'incrociatore tedesco Orion, salpato dalla Germania il 6 aprile precedente agli ordini del capitano di corvetta Kurt Weyher e giunto nel Pacifico da est dopo aver passato Capo Horn, si ricongiunse nell'atollo di Lamotrek, nelle isole Caroline, con la nave rifornimento Kulmerland e l'incrociatore Komet del capitano Robert Eyssen, arrivato invece nel Pacifico da nord via Mar Glaciale Artico e stretto di Bering dopo essere salpato il 3 luglio 1940; Eyssen, ufficiale di grado più elevato, assunse il comando delle due unità. A partire dai primi di novembre le due unità operarono al largo della costa orientale della Nuova Zelanda, affondando il mercantile Holmwood (25 novembre) e la nave passeggeri Rangitane (27 novembre) senza essere individuate dalle scarse forze navali neozelandesi; il 29 novembre i due incrociatori si incontrarono con la Kulmerland alle isole Kermadec per trasferire i prigionieri delle due navi affondate sul rifornitore: le tre navi procedettero poi alla volta di Nauru, dove Eyssen riteneva probabile la presenza di una grossa concentrazione di mercantili nemici.

## Gli attacchi

Carta delle azioni al largo di Nauru nel dicembre del 1940

Il 6 dicembre 1940 le unità tedesche entrarono in contatto con i dispersi mercantili della BPC quando intercettarono il Triona a nord-est delle isole Salomone, affondandolo con un siluro dopo un breve scontro e facendo prigionieri i 68 membri dell'equipaggio superstiti. Eyssen intendeva sbarcare a Nauru una piccola forza di incursori e procedere al bombardamento delle installazioni a terra all'alba dell'8 dicembre, ma il brutto tempo lo fece desistere da questo piano e riprendere la caccia ai mercantili alleati al largo dell'isola; il pomeriggio del 7 dicembre la Komet, camuffata da cargo giapponese (allora ancora neutrale), incontrò il mercantile norvegese Vinni, affondandolo circa 14 km a sud di Nauru: l'incrociatore fu avvistato da terra, ma il suo camuffamento funzionò e nessun allarme fu lanciato. I due incrociatori si presentarono al largo di Nauru alle prime luci dell'8 dicembre, attaccando e affondando i mercantili Triadic e Triaster; la Komet, poco dopo, intercettò il piroscafo britannico Komata, affondando anch'esso. Il tempo continuava a mantenersi pessimo e a impedire l'operazione di sbarco dei tedeschi, e quindi Eyssen decise di ritirarsi: la Komet e la Kulmerland fecero rotta per l'atollo di Ailinglaplap al fine di fare rifornimento, lasciando la Orion ad operare a nord-ovest di Nauru.
I due incrociatori tedeschi tornarono a riunirsi il 15 dicembre seguente, ma il tempo continuava a mantenersi pessimo e rendeva impossibile qualsiasi tentativo di sbarco; messaggi radio intercettati indicavano che i mercantili alleati presenti in zona avessero ricevuto ordine di disperdersi per evitare altri attacchi, e le navi tedesche fecero quindi rotta per l'isola di Emirau al fine di sbarcarvi i 675 prigionieri che avevano a bordo, raccolti dai cargo affondati precedentemente: i prigionieri furono accolti dalla popolazione di Emirau e poi recuperati dal piroscafo Nellore il 29 dicembre seguente. Le tre navi tedesche lasciarono Emirau il 21 dicembre, procedendo separatamente: la Orion diresse per Lamutrik e Maug, nelle isole Caroline, per revisionare i motori e la Kulmerland fece rotta per il Giappone, lasciando la sola Komet a continuare le operazioni nel Pacifico del sud.

Due disegni della Komet camuffata da mercantile giapponese

Il 21 dicembre la Komet cercò di stendere un campo minato al largo di Rabaul, ma dovette rinunciarvi a causa di problemi ai motori della lancia adibita a ciò. L'incrociatore fece quindi rotta per Nauru, presentandosi davanti all'isola alle 05:45 del 27 dicembre: dopo aver avvertito le autorità locali di non usare la radio e che la sua azione era diretta solo contro gli impianti industriali, la Komet aprì il fuoco alle 06:40; il bombardamento durò per circa un'ora, portando alla distruzione o al grave danneggiamento dei pontili di carico, dei serbatoi di carburante, delle barche presenti in rada e delle boe d'ormeggio, oltre a danni ad altre costruzioni. La Komet si allontanò poi velocemente dall'isola mentre le prime notizie sul raid raggiungevano l'Australia; questa fu l'ultima azione nelle acque del Pacifico dell'incrociatore, che subito dopo si trasferì nell'Oceano Indiano.

## Conseguenze
Gli attacchi tedeschi a Nauru ebbero un notevole impatto sull'economia di Australia e Nuova Zelanda e rappresentarono il maggior successo dei corsari della Kriegsmarine nell'area del Pacifico. Occorsero dieci settimane per riparare i danni agli impianti, e questo, unitamente alla perdita delle navi, provocò un sensibile abbassamento del livello delle esportazioni: in conseguenza di ciò, dal luglio del 1941 in Nuova Zelanda fu introdotto il razionamento per la vendita di fertilizzanti; la riduzione delle esportazioni colpì anche le partite di fosfati dirette in Giappone, tanto che il governo nipponico protestò con Berlino per l'azione. Il successo degli attacchi fece avanzare accuse circa l'aiuto fornito ai tedeschi da traditori presenti sull'isola, ma successive investigazioni smentirono tali ricostruzioni.
Come conseguenza del raid, le forze del Commonwealth furono mobilitate per prevenire ulteriori attacchi. La Royal Australian Air Force e la Royal New Zealand Air Force incrementarono i voli di pattugliamento nei pressi dei porti principali della regione; in aggiunta, le autorità australiane richiesero il permesso all'Ammiragliato britannico di richiamare unità della Royal Australian Navy nelle acque di casa per la caccia ai corsari tedeschi: la richiesta venne accolta, e l'incrociatore leggero HMAS Sydney, unitamente all'incrociatore ausiliario HMAS Kanimbla, furono richiamati in Australia. Nei mesi seguenti al raid, unità navali australiane e neozelandesi pattugliarono le acque attorno a Nauru e Ocean, e due cannoni furono posizionati su entrambe le isole; l'attacco spinse poi le autorità a organizzare un sistema di convogli navali anche nelle acque del Pacifico, fatto che ridusse sensibilmente le perdite causate dai corsari tedeschi.